# Footballers’ Wives
Footballers’ Wives (stilisierte Eigenschreibweise: footballers wive$) ist eine britische Fernsehserie.
Die Fernsehserie wird von Shed Productions produziert. Das Drama dreht sich um den fiktionalen Fußballverein Earls Park Football Club (Sparks). Insgesamt wurden fünf Staffeln mit insgesamt 42 Episoden gedreht. Die erste und zweite Staffel bestehen aus jeweils acht Folgen, die dritte und vierte aus jeweils neun. Die fünfte und letzte Staffel hat wieder acht Folgen.
Eine Folge dauert etwa 45 Minuten.

## Handlung

### Erste Staffel
Die Serie startet mit dem Fußballer Ian Walmsley, der beim Earls Park F.C. einen Platz angeboten erhält. Währenddessen beginnt seine Frau Donna Walmsley die Suche nach ihrem Sohn, den sie vor neun Jahren zur Adoption freigegeben hatte. Donnas Halbschwester Marie kommt aus Bolton zu Besuch, um bei Ian und Donna zu wohnen und beginnt eine Affäre mit dem mit der TV-Journalistin Tanya Turner verheirateten Fußballkapitän der Mannschaft Jason Turner, auf den sie seit Jahren ein Auge geworfen hat. Tanya bemerkt aufgrund ihrer beruflichen Arbeit zunächst die heimliche Affäre ihres Ehemannes nicht.
Das berühmte Glamourmodel Chardonnay Lane und der Fußballspieler Kyle Pascoe planen ihre Hochzeit, obgleich Kyle mit seiner künftigen Schwiegermutter Jackie heimlich eine Affäre hatte. Als die Fußballmannschaft mit dem italienischen Mittelfeldspieler Salvatore Biagi einen Neuzugang erhalten, machen sich Ian Walmsley und seine Frau Sorgen um die berufliche Zukunft von Ian. Bei einer Mannschaftsparty kommt es zu einem handfesten Streit zwischen den Turners und dem Clubvorsitzenden Frank Laslett, der ins Koma fällt. Ein Autounfall des betrunkenen Frank wird von den Turners vorgetäuscht…

## Besetzung
| Schauspieler       | Figur                   |
| ------------------ | ----------------------- |
| Zöe Lucker         | Tanya Turner            |
| Gillian Taylforth  | Jackie Pascoe-Webb      |
| Susie Amy          | Chardonnay Lane-Pascoe  |
| Laila Rouass       | Amber Gates             |
| Alison Newman      | Hazel Bailey            |
| Gary Lucy          | Kyle Pascoe             |
| Jesse Birdsall     | Roger Webb              |
| John Forgeham      | Frank Laslett           |
| Ben Price          | Conrad Gates            |
| Ben Richards       | Bruno Milligan          |
| Sarah Barrand      | Shannon Donnelly-Lawson |
| Peter Ash          | Darius Fry              |
| Helen Latham       | Lucy Milligan           |
| Cristian Solimeno  | Jason Turner            |
| Jamie Davis        | Harley Lawson           |
| Daniel Schutzmann  | Salvatore Biagi         |
| Nathan Constance   | Ian Walmsley            |
| Katherine Monaghan | Donna Walmsley          |
| Philip Bretherton  | Stefan Hauser           |
| Marcel McCalla     | Noah Alexander          |
| Tom Swire          | Sebastian Webb          |
| Craig Gallivan     | Callum Watson           |
| Angela Ridgeon     | Trisha Watson           |
| Jay Rodan          | Paulo Bardosa           |
| Nicholas Ball      | Garry Ryan              |
| Julie Le Grand     | Jeanette Dunkley        |
| Phina Oruche       | Liberty Baker           |
| Chucky Venice      | Tremaine Gidigbi        |
| Lucia Giannecchini | Urszula Rosen           |